# Daniel Mesotitsch
Daniel Mesotitsch (Villach, 22 de maio de 1976) é um biatleta austríaco, medalhista olímpico. 

## Carreira
Daniel Mesotitsch representou seu país nos Jogos Olímpicos de 2002, 2006, 2010 e 2014, na qual conquistou a medalha de prata, e bronze no revezamento 4x 7,5km, em 2010 e 2014 respectivamente. 